# El Sabinito, El Naranjo
El Sabinito är en ort i Mexiko.   Den ligger i kommunen El Naranjo och delstaten San Luis Potosí, i den centrala delen av landet, 300 km norr om huvudstaden Mexico City. El Sabinito ligger 423 meter över havet och antalet invånare är 527.
Terrängen runt El Sabinito är huvudsakligen kuperad, men åt sydväst är den bergig. Runt El Sabinito är det glesbefolkat, med 11 invånare per kvadratkilometer. Närmaste större samhälle är Maitinez, 18,1 km sydost om El Sabinito. I omgivningarna runt El Sabinito växer i huvudsak städsegrön lövskog.